# دموع القمر (مسلسل)
دموع القمر هو مسلسل مصري مكون من 33 حلقة عرض سنة 2008 على عدة قنوات منها بانوراما دراما و ART حكايات، من بطولة نور اللبنانية، أمير كرارة، رانيا فريد شوقي، جمال إسماعيل، عبير صبري ونخبة من النجوم

## القصة:
تهرب إحدى الفتيات الجامعيات التي تسكن في إحدى القرى من تحرشات زوج أمها المستمرة إلى القاهرة لتعمل في إحدى الوكالات الإعلانية، ثم تكتشف فيما بعد أنها تستغل الفتيات اللاتي يعملن بها لتحقيق مصالح شخصية مع الكبار.
العمل من اخراج عصام شعبان ومن تأليف مجدي سالم.
يعتبر العمل من الوسائط المفقودة رغم تواجد حلقاته الكاملة على اليوتيوب لكن بجودة ضعيفة ولقطات ناقصة